# Herlander Peyroteo
Herlander Peyroteo (auch Herlânder Peyroteo, * 11. August 1929 in Moçâmedes, Angola; † 18. April 2002 in Lissabon, Portugal) war ein portugiesischer Regisseur und Fernsehproduzent. Er wurde sowohl mit komischen als auch ernsten Produktionen und Dokumentationen bekannt.

## Leben
Peyroteo entstammte einer adligen Seitenlinie. In seiner angolanischen Geburtsstadt widmete er sich bereits als Kind dem Amateurtheater. Als Heranwachsender spielte er weiter, auch nach seinem Umzug nach Lissabon, der Hauptstadt der damaligen Kolonialmacht Portugal. Dort besuchte er zeitweise das Nationalkonservatorium (heute ESTC), bevor er an der Kunsthochschule Escola Superior de Belas Artes ein Architekturstudium abschloss. In den frühen 1950er Jahren gründete er parallel das Universitätstheater Teatro Universitário de Lisboa, zusammen mit Fernando Amaro, dem Gründer des Theaters Casa da Comédia, der auf Empfehlung von Almada Negreiro mit Peyroteo zusammenarbeitete.
Nach einem Praktikum bei der BBC in London gehörte Peyroteo zu den Mitbegründern der RTP und damit des Fernsehens in Portugal, deren fester Mitarbeiter er noch vor ihrem regulären Sendestart 1957 wurde. Er wurde danach einer der bekanntesten Fernsehregisseure des Landes. Besonders bekannt wurde er für seine Theaterinszenierungen für die RTP. Er zeichnete für etwa 100 Produktionen verantwortlich, insbesondere die anfangs live übertragene Reihe Noites de Teatro ist zu nennen. Ein besonderer Publikumserfolg wurde 1960 seine Sitcom Lisboa em Camisa (dt.: Lissabon im Hemd). Auch die Kritik lobte Peyroteo, als ein Höhepunkt galt dabei seine Inszenierung von Pedro, o cru (dt.: Pedro, der Rohe) im Jahr 1961. Das Stück von António Patrício führte Peyroteo mit etwa 150 Komparsen auf engem Raum auf. 1961 drehte er mit dem Kurzfilm O Velho e a Moça seinen ersten Kinofilm, jedoch blieb er in erster Linie dem Fernsehen verbunden. 1962 erhielt er den portugiesischen Pressepreis (Prémio da Imprensa) für seine Fernseharbeit. 1967 drehte er seinen bedeutendsten Kinofilm, Um Campista em Apuros (dt.: Ein Camper in Schwierigkeiten), mit Florbela Queirós, Manuel Cavaco und Nicolau Breyner. Ein Höhepunkt seiner Fernseharbeit wurde 1970 die Produktion des Stücks A Castro mit Ruy de Carvalho in der Hauptrolle. Das Drama von António Ferreira (1528–1569) basiert auf der Geschichte der Inês de Castro. Noch 1970 erhielt Peyroteo den Prémio Fernando Frazão-Preis.
Auch nach der portugiesischen Nelkenrevolution 1974 blieb er im Staatsfernsehen. 1977 sollte er Leiter des ersten Kanals der RTP werden, was nach Kompetenzstreitigkeiten innerhalb der RTP-Führung erst 1978 geschah. Im gleichen Jahr brachte er das Stück Os Putos (dt.: Die Bengel) von Altino do Tojal als Mehrteiler auf die Fernsehbühne, von der Kritik als eine der herausragendsten portugiesischen TV-Theaterproduktionen gewertet. Er arbeitete aber auch in anderen Bereichen. So führte er 1981 bei der Übertragung des 18. Musikfestivals Festival da Canção Regie.
1997 drehte Peyroteo einen letzten Fernsehfilm, O Fusível (dt.: Die Sicherung), mit Drehbuch von Filipe La Féria auf Basis eines Peter-Shaffer-Stücks. Danach verließ er die RTP und setzte sich zur Ruhe. 2002 starb er nach langer Krankheit.

## Filmografie (Auswahl)
- 1959: Casa de Pais (TV-Film)
- 1960: Lisboa em camisa (TV-Serie)
- 1960: O Velho e a Moça (Kurzfilm)
- 1961: O Inspector (TV-Film)
- 1961: Jazz (TV-Film)
- 1962: A Fábrica e o Homem (TV-Dok.)
- 1967: Um Campista em Apuros
- 1970: A Castro (TV-Film)
- 1975: Monserrate (TV-Film)
- 1978: Os Putos (TV-Mehrteiler)
- 1987: Que Pena Não Ser a Cores (TV-Serie)
- 1990: Processo de Camilo (TV-Mehrteiler)
- 1991: Terra Instável (TV-Serie)
- 1993: La Chunga (TV-Film)
- 1997: O Fusível (TV-Film)